# 2003-as Formula–1 osztrák nagydíj
A 2003-as Formula–1 világbajnokság hatodik futama az osztrák nagydíj volt.

## Futam
| Helyezés | Rajtszám | Versenyző             | Csapat/Motor     | Futott kör | Idő/Kiesés oka    | Rajthely | Pont |
| -------- | -------- | --------------------- | ---------------- | ---------- | ----------------- | -------- | ---- |
| 1        | 1        | Michael Schumacher    | Ferrari          | 69         | 1h24:04.888       | 1        | 10   |
| 2        | 6        | Kimi Räikkönen        | McLaren-Mercedes | 69         | + 3.362           | 2        | 8    |
| 3        | 2        | Rubens Barrichello    | Ferrari          | 69         | + 3.951           | 5        | 6    |
| 4        | 17       | Jenson Button         | BAR-Honda        | 69         | + 42.243          | 7        | 5    |
| 5        | 5        | David Coulthard       | McLaren-Mercedes | 69         | + 59.740          | 14       | 4    |
| 6        | 4        | Ralf Schumacher       | Williams-BMW     | 68         | + 1 kör           | 10       | 3    |
| 7        | 14       | Mark Webber           | Jaguar-Cosworth  | 68         | + 1 kör           | 17       | 2    |
| 8        | 7        | Jarno Trulli          | Renault          | 68         | + 1 kör           | 6        | 1    |
| 9        | 15       | Antônio Pizzonia      | Jaguar-Cosworth  | 68         | + 1 kör           | 8        |      |
| 10       | 21       | Cristiano da Matta    | Toyota           | 68         | + 1 kör           | 13       |      |
| 11       | 12       | Ralph Firman          | Jordan-Ford      | 68         | + 1 kör           | 16       |      |
| 12       | 16       | Jacques Villeneuve    | BAR-Honda        | 68         | + 1 kör           | 12       |      |
| 13       | 18       | Justin Wilson         | Minardi-Cosworth | 67         | + 2 kör           | 18       |      |
| Ki       | 11       | Giancarlo Fisichella  | Jordan-Ford      | 60         | Üzemanyagrendszer | 9        |      |
| Ki       | 9        | Nick Heidfeld         | Sauber-Petronas  | 46         | Motorhiba         | 4        |      |
| Ki       | 8        | Fernando Alonso       | Renault          | 44         | Motorhiba         | 19       |      |
| Ki       | 3        | Juan Pablo Montoya    | Williams-BMW     | 32         | Motorhiba         | 3        |      |
| Ki       | 20       | Olivier Panis         | Toyota           | 6          | Felfüggesztés     | 11       |      |
| Ki       | 19       | Jos Verstappen        | Minardi-Cosworth | 0          | Kuplung           | 20       |      |
| NI       | 10       | Heinz-Harald Frentzen | Sauber-Petronas  | 0          | Kuplung           | 15       |      |

## A világbajnokság élmezőnyének állása a verseny után
| H  | Versenyzők         | Pont | H  | Konstruktőrök    | Pont |
| -- | ------------------ | ---- | -- | ---------------- | ---- |
| 1. | Kimi Räikkönen     | 40   | 1. | Ferrari          | 64   |
| 2. | Michael Schumacher | 38   | 2. | McLaren-Mercedes | 63   |
| 3. | Rubens Barrichello | 26   | 3. | Renault          | 35   |
| 4. | Fernando Alonso    | 25   | 4. | Williams-BMW     | 35   |
| 5. | David Coulthard    | 23   | 5. | Jordan-Ford      | 11   |

## Statisztikák
Vezető helyen:
- Michael Schumacher: 53 (1-23 / 32-42 / 51-69)
- Juan Pablo Montoya: 8 (24-31)
- Kimi Räikkönen: 7 (43-49)
- Rubens Barrichello: 1 (50)

Michael Schumacher 67. (R) győzelme, 54. pole-pozíciója, 54. (R) leggyorsabb köre, 14. (R) mesterhármasa (gy, pp, lk)
- Ferrari 162. győzelme.